# 조 캘드웰
조 캘드웰(Zoe Caldwell, 1933년 9월 14일 ~ 2020년 2월 16일)은 오스트레일리아의 배우, 연극 배우이다.
멜버른에서 태어났다.

## 영화
- 엄청나게 시끄럽고 믿을 수 없게 가까운 (2011년) - 오스카의 할머니 역
- 탄생 (2004년)
- 스티치 무비 (2003년)
- 저스트 어 키스 (2002년)
- 릴로 & 스티치 (2002년) - 우주연방 총사령관 목소리 역
- 랜턴 힐 (1990년) - 케네디 부인 역
- 카이로의 붉은 장미 (1985년)